# Flandern-Rundfahrt 1964
Die Flandern-Rundfahrt 1964 war die 48. Austragung der Flandern-Rundfahrt, ein Eintagesrennen im Straßenradsport. Es wurde am 5. April 1964 über eine Distanz von 236 km ausgetragen. Sieger wurde Rudi Altig aus Deutschland.

## Rennen
119 Radrennfahrer stellten sich dem Starter in Gent. Die größten Herausforderungen stellten die Anstiege zum Oude Kwaremont, Kruisberg, Edelareberg, Valkenberg, Kasteelstraat und Grotenberge dar. Die Flandern-Rundfahrt gehörte zur Rennserie Super Prestige Pernod 1964.
Rudi Altig startete 60 Kilometer vor dem Ziel einen Ausreißversuch und erreichte das Ziel als Solist. Ihm folgte mit einem Rückstand von mehr als vier Minuten das gesamte Feld der verbliebenen Fahrer. 51 Fahrer erreichten das Ziel in Gentbrugge.

## Ergebnis
| Platz | Fahrer                 | Team                        | Zeit              |
| ----- | ---------------------- | --------------------------- | ----------------- |
| 1.    | Rudi Altig             | Saint-Raphael–Gitane–Dunlop | 5: 43: 27 Stunden |
| 2.    | Benoni Beheyt          | Wiel’s–Groene Leeuw         | + 4:05 Minuten    |
| 3.    | Jo de Roo              | Saint-Raphael–Gitane–Dunlop | gl. Zeit          |
| 4.    | Edward Sels            | Solo–Superia                | gl. Zeit          |
| 5.    | Georges Van Coningsloo | Peugeot–BP–Englebert        | gl. Zeit          |
| 6.    | Arthur De Cabooter     | Solo–Superia                | gl. Zeit          |
| 7.    | Jos Verachtert         | Dr. Mann                    | gl. Zeit          |
| 8.    | Gustaaf De Smet        | Wiel’s–Groene Leeuw         | gl. Zeit          |
| 9.    | Gilbert Desmet         | Wiel’s–Groene Leeuw         | gl. Zeit          |
| 10.   | Rik Van Looy           | Solo–Superia                | gl. Zeit          |